# Gochnatia gardnerii
Gochnatia gardnerii là một loài thực vật có hoa trong họ Cúc. Loài này được (Baker ex Baker) Cabrera mô tả khoa học đầu tiên năm 1950.